# つんつべ♂
『つんつべ♂』は、2011年7月1日から2018年10月31日まで東京メトロポリタンテレビジョン(TOKYO MX)で放送されていた音楽番組。2013年7月以降の放送時間は隔週木曜25:30 - 26:00（金曜01:30 - 02:00）。
つんく♂の冠番組であり、つんく♂自身がエグゼクティブプロデューサーを務め、メインパーソナリティーとしてレギュラー出演していた。

## 概要
つんく♂が日本のエンターテインメントを広く紹介していくという趣旨の番組。さまざまな職業の美少女たちがつんく♂の考えたプログラムを実行していく。
また、この番組はYouTubeでも見ることができる。リアルタイムで見ることは出来ないが、番組のアーカイブがアップロードされるという形をとっている。

## スタッフ
- プロデューサー：生方信堂・福原慶匡
- アシスタントプロデューサー：石伐明日香
- 制作：橋本達也
- 番組制作：株式会社ジラフ

## 公開収録
2011年8月3日、浅草コシダカシアターで当番組の公開収録が初めて行われた。収録にはつんく♂の他、各種女性アイドルが14名参加。つんく♂プロデュースの『真剣 女の陣 ザ☆キラー・コンテンツ!』で行われた「ゴロゴロベッド対決」などが行われた。行われた対決は以下の通り。
- 第1試合：桂木澪- 内山薫
- 第2試合：佐々木心音 - 倉岡生夏
- 第3試合：篠崎愛(AeLL.) - 涼本めぐみ(KNU23)
- 第4試合：平山寿美礼（なないろファンタジー） - 渡久山美月(Apple tale)
- 第5試合：麻生亜実 - 土岐麻梨子
- 第6試合：ADなぎさ - ゆきりん（愛乙女☆DOLL）
- 第7試合：あっきゃん（THE ポッシボー） - コヒメ・リト・プッチ（アフィリア・サーガ・イースト）